# Phragmatobia flavescens
Phragmatobia flavescens là một loài bướm đêm thuộc phân họ Arctiinae, họ Erebidae.